# 丹維爾 (維吉尼亞州)
丹維爾（英語：Danville）是美國維吉尼亞州南部的一個獨立城市。面積113.8平方公里。根據美國2000年人口普查，共有人口48411人。
丹維爾成立於1890年。城名來自丹河。在1865年4月3日至10日之間為美利堅邦聯的首都。